# Мориц Херман фон Лимбург-Щирум
Мориц Херман фон Лимбург-Щирум (на немски: Moritz Hermann von Limburg-Styrum; на нидерландски: Maurits Herman van Limburg en Bronkhorst in Stirum; * 3 септември 1664; † 18 май 1709 в Маасбрахт, Лимбург) е граф на Лимбург-Щирум и господар на Щирум (1664 – 1703).

## Произход
Той е единственият син на граф Мориц фон Лимбург-Щирум (1634 – 1664) и съпругата му графиня Мария Бернхардина фон Лимбург Бронкхорст (1637 – 1713), дъщеря на граф Бернхард Албрехт фон Лимбург-Бронкхорст Анна Мария фон Берг († 1653).

## Фамилия
Мориц Херман фон Лимбург-Щирум се жени на 18/19 октомври 1692 за Елизабет Доротея Вилхелмина фон Лайнинген (* 11 юни 1665; † 1722), дъщеря на Емих Кристиан фон Лайнинген-Дагсбург (1642 – 1702) и Кристина Луиза фон Даун-Фалкенщайн-Лимбург (1640 – 1702). Те имат децата:
- Кристиан Ото (* 25 март 1694; † 24 февруари 1749), граф на Линбург-Щирум, женен I. на 21 февруари 1718 г. за ландграфиня Луиза фон Хесен-Ванфрид (* 20 октомври 1690; † 13 юни 1724), II. на 28 февруари 1726 г. за графиня Лудовика Кагер фон Глобен (* ок. 1700; † 22 март 1732), III. на 17 септември 1733 г. за принцеса Каролина Юлиана София фон Хоенлое-Валденбург-Шилингсфюрст (* 20 април 1705; † 31 август 1758)
- Йохан Филип Вилхем (* 22 април 1695; † 1 декември 1758), господар ван Стевенсверт, женен I. на 22 януари 1718 г. за графиня Мария Сибила ван Хоенсбрьок-Геул (* 1695; † 16 март 1723); II. ок. 1723 г. за Анна Мария Аделхайд Дупенгизер (* 8 ноември 1702; † 18 юли 1791)
- Бернхард Александер (* 12 февруари 1698; † 11 март 1758), женен 1740 г. за графиня Луиза фон Визер (* 1711; † 1786)
- Лудовика (* 1699; † 1719), монахиня в Кьолн
- Карл Мориц (* 1701; † 1744)